# Seleção Francesa de Futebol Americano
A Seleção Francesa de futebol americano, é a representante no futebol americano da França. É controlada pela FFFA. A Seleção Francesa não se classificou para a disputa da Copa do Mundo de Futebol Americano em 1999 tendo sua primeira participação em 2003 conseguindo a quarta colocação, e em sua segunda copa, o sexto lugar em 2007. Eles são membros da EFAF.

## Uniformes
| Helmet   |      |           |
| Left arm | Body | Right arm |
| Trousers |      |           |
| Socks    |      |           |
| Casa     |      |           |

| Helmet   |      |           |
| Left arm | Body | Right arm |
| Trousers |      |           |
| Socks    |      |           |
| Fora     |      |           |

## Resultados

### Copa do Mundo
- 1999 : Não se classificou
- 2003 : 4° Lugar
- 2007 : 6° Lugar

### Copa Européia
- 1983 : Quartas de Finais
- 1985 : 4° Lugar
- 1987 : Quartas de Finais
- 1989 : Quartas de Finais
- 1991 : 4° Lugar
- 1993 : Fase de Grupos
- 1995 : Quartas de Finais
- 1997 : Fase de Grupos
- 2000 : Quartas de Finais
- 2001 : Quartas de Finais
- 2003 : Fase de Grupos
- 2005 : Fase de Grupos
- 2010 : 2° Lugar